# Aziatisch kampioenschap hockey vrouwen 2007
De zesde editie van het Aziatisch kampioenschap hockey voor vrouwen werd in 2007 gehouden in Hongkong. Het toernooi met 9 deelnemers werd gehouden van 1 tot en met 9 september. Voor de eerste keer won Japan.

## Kwalificatietoernooi
In tegenstelling tot eerdere edities werd geen kwalificatietoernooi gehouden.

## Eindronde
Tien landen meldden zich voor deelname aan. Sri Lanka deed uiteindelijk niet mee. De negen landen speelden in twee groepen waarbij de beste nummers twee zich plaatsen voor de halve finales.

### Groepsfase
Groep A
| Team      | GS | W | G | V | DV | DT | DS  | Ptn |
| --------- | -- | - | - | - | -- | -- | --- | --- |
| China     | 4  | 4 | 0 | 0 | 41 | 3  | +38 | 12  |
| India     | 4  | 3 | 0 | 1 | 40 | 4  | +36 | 9   |
| Maleisië  | 4  | 2 | 0 | 2 | 13 | 13 | 0   | 6   |
| Thailand  | 4  | 1 | 0 | 3 | 2  | 39 | -37 | 3   |
| Singapore | 4  | 0 | 0 | 4 | 1  | 38 | -37 | 0   |

| 1 september 2007 14:30                                                      |       |            |                                                        |
| China                                                                       | 7 – 1 | Maleisië   | Scheidsrechters: Lisa Roach (AUS) Sachiko Fukuda (JPN) |
| Tang Chunling 8', 11' Song Qingling 50', 61' Ma Yibo 56', 57' Xing Qlan 63' |       | Hashim 47' | Scheidsrechters: Lisa Roach (AUS) Sachiko Fukuda (JPN) |

| 1 september 2007 20:00 |       |                            |                                                            |
| Singapore              | 1 – 2 | Thailand                   | Scheidsrechters: Corrine Cornelius (ZAF) Sunita Pant (IND) |
| Chua Xinni 14'         |       | Ritngam 35' Lewrungrot 43' | Scheidsrechters: Corrine Cornelius (ZAF) Sunita Pant (IND) |

| 2 september 2007 18:00 |       |                                                 |                                                    |
| Maleisië               | 0 – 6 | India                                           | Scheidsrechters: Lisa Roach (AUS) Qin Yuling (CHN) |
|                        |       | Ralte 4' J. Kaur 15' S. Kaur 32', 52', 60', 63' | Scheidsrechters: Lisa Roach (AUS) Qin Yuling (CHN) |

| 2 september 2007 20:00 |        | |                                                                   |
| Singapore              | 0 – 15 | China | Scheidsrechters: Corrine Cornelius (ZAF) Yau Yuen Ki, Kitty (HKG) |
|                        |        | Li Hongxia 2', 7', 25', 56' Tang Chunling 3', 48' Song Qingling 14', 38', 46', 54' Xing Qian 16', 45', 47' Gao Lihua 42' Ma Yibo 60' | Scheidsrechters: Corrine Cornelius (ZAF) Yau Yuen Ki, Kitty (HKG) |

| 3 september 2007 18:00                                                                                                |        |          |                                                     |
| India | 16 – 0 | Thailand | Scheidsrechters: Lisa Roach (AUS) Lim Mi-sook (KOR) |
| J. Kaur 5', 38' Kharab 9', 44', 65' S. Kaur 12', 22', 42', 52', 62' Bala 33' Anjum 39', 64' Rani 55', 57' R. Kaur 56' |        |          | Scheidsrechters: Lisa Roach (AUS) Lim Mi-sook (KOR) |

| 4 september 2007 20:00                                       |       |           |                                                         |
| Maleisië                                                     | 5 – 0 | Singapore | Scheidsrechters: Sachiko Fukuda (JPN) Sunita Pant (IND) |
| Arumugam 4' Silin 7' Abdul Rahman 31' Mokhtar 48' Hashim 70' |       |           | Scheidsrechters: Sachiko Fukuda (JPN) Sunita Pant (IND) |

| 5 september 2007 16:00 |        | |                                                             |
| Thailand               | 0 – 15 | China | Scheidsrechters: Corrine Cornelius (ZAF) Lynn Norhana (SIN) |
|                        |        | Huang Junxia 1' Zhou Wanfeng 3' Song Qingling 4' Gao Lihua 12', 61' Xing Qian 25' Ma Yibo 17', 42' Tang Chunling 34', 38', 43' Sun Zhen 52' Li Hongxia 54', 64' Chen Qiuqi 63' | Scheidsrechters: Corrine Cornelius (ZAF) Lynn Norhana (SIN) |

| 5 september 2007 18:00                                                                                            |        |           |                                                            |
| India | 16 – 0 | Singapore | Scheidsrechters: Yau Yuen Ki, Kitty (HKG) Qin Yuling (CHN) |
| Kharab 7', 19', 25', 54', 67' S. Kaur 11', 23', 34' J. Kaur 22', 68', 70' Anjum 28', 41', 59' Thakur 47' Rani 49' |        |           | Scheidsrechters: Yau Yuen Ki, Kitty (HKG) Qin Yuling (CHN) |

| 6 september 2007 16:00 |       |                                                               |  |
| Thailand               | 0 – 7 | Maleisië                                                      |  |
|                        |       | Othman 21' (2) Arumugam 6' (2) Abdul Rahman 48' (2) Silin (1) |  |

| 6 september 2007 20:00                               |       |                      |  |
| China                                                | 4 – 2 | India                |  |
| Li Hongxia 4' Tang Chunling 33' (2) Zhou Wanfeng 47' |       | J. Kaur 7' Anjum (1) |  |

Groep B
| Team           | GS | W | G | V | DV | DT | DS  | Ptn |
| -------------- | -- | - | - | - | -- | -- | --- | --- |
| Zuid-Korea     | 3  | 3 | 0 | 0 | 29 | 1  | +28 | 9   |
| Japan          | 3  | 2 | 0 | 1 | 27 | 4  | +23 | 6   |
| Hongkong       | 3  | 1 | 0 | 2 | 2  | 33 | -31 | 3   |
| Chinees Taipei | 3  | 0 | 0 | 3 | 1  | 21 | -20 | 0   |

| 1 september 2007 18:00 |        | |                                                   |
| Hongkong               | 0 – 14 | Japan | Scheidsrechters: Lin Miao (CHN) Lim Mi-sook (KOR) |
|                        |        | Komazawa 4', 32', 42' Morimoto 10', 41', 64' Iwao 16', 17' Ono 25' Kimura 28', 48' Komori 30', 62' Tsukui 65' | Scheidsrechters: Lin Miao (CHN) Lim Mi-sook (KOR) |

| 2 september 2007 16:00 |       |                                                                            |                                                    |
| Chinees Taipei         | 0 – 7 | Zuid-Korea                                                                 | Scheidsrechters: Lin Miao (CHN) Lynn Norhana (SIN) |
|                        |       | Cheon Seul-ki 4', 38', 41', 45', 69' (ps) Kim Jong-eun 15' Kim Mi-seon 66' | Scheidsrechters: Lin Miao (CHN) Lynn Norhana (SIN) |

| 3 september 2007 20:00 |        |          |                                                             |
| Zuid-Korea | 18 – 0 | Hongkong | Scheidsrechters: Corrine Cornelius (ZAF) Annie Thomas (MAS) |
| Kim Jin-kyoung 3', 12', 23', 50' Park Seon-mi 13' Kim Jong-eun 18' Park Mi-hyun 27', 47' Kim Da-rae 30' Cheon Seul-ki 33', 35', 37', 59', 63' Han Hye-lyoung 38' Kim Mi-seon 48' |        |          | Scheidsrechters: Corrine Cornelius (ZAF) Annie Thomas (MAS) |

| 4 september 2007 18:00 |        |                                                                                            |                                                     |
| Chinees Taipei         | 0 – 12 | Japan                                                                                      | Scheidsrechters: Lin Miao (CHN) Nirmala Dagar (IND) |
|                        |        | Miura 3', 18', 27', 44', 47' Morimoto 16' Komori 23', 61' Kimura 33', 53' Iwao 49' Ono 53' | Scheidsrechters: Lin Miao (CHN) Nirmala Dagar (IND) |

| 5 september 2007 20:00       |       |                       |                                                      |
| Hongkong                     | 2 – 1 | Chinees Taipei        | Scheidsrechters: Lisa Roach (AUS) Annie Thomas (MAS) |
| Lo I Ka 19' Yip Ting Wai 26' |       | Lin Yi-Ching 68' (ps) | Scheidsrechters: Lisa Roach (AUS) Annie Thomas (MAS) |

| 6 september 2007 18:00 |       |                                                                |  |
| Japan                  | 1 – 4 | Zuid-Korea                                                     |  |
| Miura 55'              |       | Cheon Seul-ki 18' Park Mi-hyun 34' Kim Mi-seon Kim Dae-rae 59' |  |

## Kruisingswedstrijden
Om plaatsen 5-8
| 8 september 2007 09:00                 |       |                |                                                       |
| Maleisië                               | 3 – 0 | Chinees Taipei | Scheidsrechters: Sunita Pant (IND) Lynn Norhana (SIN) |
| Lambor 14' Hashim 17' Abdul Rahman 52' |       |                | Scheidsrechters: Sunita Pant (IND) Lynn Norhana (SIN) |

| 8 september 2007 11:30 |       |                |                                                           |
| Hongkong               | 0 – 1 | Thailand       | Scheidsrechters: Sachiko Fukuda (JPN) Nirmala Dagar (IND) |
|                        |       | Lewrungrot 55' | Scheidsrechters: Sachiko Fukuda (JPN) Nirmala Dagar (IND) |

Halve finales
| 8 september 2007 16:00 |       |                       |                                                            |
| China                  | 1 – 2 | Japan                 | Scheidsrechters: Corrine Cornelius (ZAF) Lim Mi-sook (KOR) |
| Chen Zhaoxia 20'       |       | Komori 22' Tsukui 24' | Scheidsrechters: Corrine Cornelius (ZAF) Lim Mi-sook (KOR) |

| 8 september 2007 18:30                                                 |       |                 |                                                  |
| Zuid-Korea                                                             | 5 – 2 | India           | Scheidsrechters: Lisa Roach (AUS) Lin Miao (CHN) |
| Kim Da-rae 22', 59' Kim Jong-eun 25' Cheon Seul-ki 46' Seo Hye-jin 52' |       | Kharab 49', 63' | Scheidsrechters: Lisa Roach (AUS) Lin Miao (CHN) |

## Plaatsingswedstrijden
Om de 7e/8e plaats
| 9 september 2007 09:30 |       |          |  |
| Chinees Taipei         | 1 – 0 | Hongkong |  |
| Lin Yi-Ching 67'       |       |          |  |

Om de 5e/6e plaats
| 9 september 2007 12:00             |       |                    |  |
| Maleisië                           | 3 – 1 | Thailand           |  |
| Abdul Rahman 25', 66' Arumugam 28' |       | Kititeerasopon 48' |  |

Om de 3e/4e plaats
| 9 september 2007 16:30                        |       |                  |  |
| China                                         | 4 – 2 | India            |  |
| Song Qingling Ma Yibo 22', 42' Li Hongxia 27' |       | Bala J. Kaur 69' |  |

Finale
| 9 september 2007 19:00 |                             |                  |  |
| Japan                  | 1 – 1 (n.v.) (7 – 6 (n.s.)) | Zuid-Korea       |  |
| Miura 26'              |                             | Kim Jong-eun 42' |  |

## Eindrangschikking
| Rang   | Land           |
| ------ | -------------- |
| Goud   | Japan          |
| Zilver | Zuid-Korea     |
| Brons  | China          |
| 4      | India          |
| 5      | Maleisië       |
| 6      | Thailand       |
| 7      | Chinees Taipei |
| 8      | Hongkong       |
| 9      | Singapore      |

Mannen:
Karachi 1982 ·
Dhaka 1985 ·
New Delhi 1989 ·
Hiroshima 1993 ·
Kuala Lumpur 1999 ·
Kuala Lumpur 2003 ·
Chennai 2007 ·
Kuantan 2009 ·
Ipoh 2013 ·
Dhaka 2017

Vrouwen:
Kioto 1981 (officieus) ·
Seoel 1985 ·
Hongkong 1989 ·
Hiroshima 1993 ·
New Delhi 1999 ·
New Delhi 2004 ·
Hongkong 2007 ·
Bangkok 2009 ·
Ipoh 2013 ·
Kakamigahara 2017